# Шиллинг, Арпад
А́рпад Ши́ллинг (венг. Schilling Árpád; род. 1 мая 1974, Цеглед) — венгерский режиссёр театра и кино.

## Биография
В 1995 создал собственный «Театр мелового круга». Показывал свои работы на многих сценах Европы, ставил спектакли в Берлине, Мюнхене, Милане, Страсбурге, несколько раз бывал в России. В 2008 распустил свой театр.

## Репертуар
Ему принадлежат постановки драм Шекспира (Гамлет, Ричард III), Мольера (Мизантроп), Чехова (Чайка, 2004), Бюхнера (Войцек, Леонс и Лена), Гарсиа Лорки (Дом Бернарды Альбы), Кокто, Брехта, Артура Миллера (Суровое испытание), Уго Бетти (Преступление на Козьем острове), Вен. Ерофеева (Вальпургиева ночь), Ференца Мольнара (Лилиом) и др. Также ставил оперные спектакли (Золушка Россини и др.).

## Признание
Кавалер ордена Заслуг (2003, Венгрия). Кавалер ордена искусств и литературы (2008). Лауреат многих премий, включая премию Станиславского (2004) и  премию Европа — театру в номинации Новая театральная реальность (2009).